# Châu Pha
Châu Pha là một xã thuộc Thành phố Hồ Chí Minh, Việt Nam.

## Địa lý
Xã Châu Pha nằm ở phía đông thành phố Phú Mỹ, có vị trí địa lý:
- Phía đông giáp huyện Châu Đức
- Phía tây giáp các phường Tân Hải, Tân Hòa và xã Tóc Tiên
- Phía nam giáp thành phố Bà Rịa
- Phía bắc giáp xã Sông Xoài.

Xã Châu Pha có diện tích 32,53 km², dân số năm 2005 là 10.916 người, mật độ dân số đạt 336 người/km².

## Lịch sử
Dưới thời Pháp thuộc, địa bàn xã Châu Pha ngày nay thuộc làng Hắc Dịch, thuộc tổng An Trạch, tỉnh Bà Rịa.
Ngày 8 tháng 12 năm 1982, Hội đồng Bộ trưởng ban hành Quyết định số 192-HĐBT về việc thành lập xã kinh tế mới Châu Pha thuộc huyện Châu Thành trên cơ sở tách một phần diện tích và dân số của xã Hắc Dịch và xã Long Hương.
Xã Châu Pha có tổng diện tích tự nhiên 4.100 ha.
Ngày 2 tháng 6 năm 1994, Chính phủ ban hành Nghị định số 45-CP về việc:
- Điều chỉnh 800 ha diện tích tự nhiên của thôn Phước Tân thuộc thị trấn Bà Rịa về xã Châu Pha quản lý.
- Chuyển xã Châu Pha về huyện Tân Thành mới thành lập.

Sau khi điều chỉnh địa giới hành chính, xã Châu Pha có 3.448 ha diện tích tự nhiên và 6.082 người.
Ngày 27 tháng 6 năm 2005, Chính phủ ban hành Nghị định số 83/2005/NĐ-CP về việc điều chỉnh 28,53 ha diện tích tự nhiên và 122 người của xã Châu Pha về thị xã Bà Rịa quản lý (nay là một phần xã Tân Hưng, thành phố Bà Rịa).
Sau khi điều chỉnh địa giới hành chính, xã Châu Pha còn lại 3.253,21 ha diện tích tự nhiên và 10.916 người.
Ngày 12 tháng 4 năm 2018, Ủy ban Thường vụ Quốc hội ban hành Nghị quyết số 492/NQ-UBTVQH14 về việc thành lập thị xã Phú Mỹ thuộc tỉnh Bà Rịa – Vũng Tàu trên cơ sở toàn bộ huyện Tân Thành. Xã Châu Pha trực thuộc thị xã Phú Mỹ.
Ngày 15 tháng 1 năm 2025, Ủy ban Thường vụ Quốc hội ban hành Nghị quyết số 1365/NQ-UBTVQH15 về việc thành lập các phường thuộc thị xã Phú Mỹ và thành lập thành phố Phú Mỹ thuộc tỉnh Bà Rịa – Vũng Tàu (nghị quyết có hiệu lực từ ngày 1 tháng 3 năm 2025). Theo đó, thành lập thành phố Phú Mỹ thuộc tỉnh Bà Rịa – Vũng Tàu trên cơ sở toàn bộ thị xã Phú Mỹ. Xã Châu Pha trực thuộc thành phố Phú Mỹ.